# Општина Бановићи
Општина Бановићи је општина у Федерацији БиХ, односно Босни и Херцеговини. Општина заузима површину од 185 km².
По последњем службеном попису становништва из 1991. године, општина Бановићи је имала 26.590 становника, распоређених у 20 насељених места.

## Национални састав
| Становништво општине Бановићи |                 |                 |                 |                 |
| година пописа                 | 2013.           | 1991.           | 1981.           | 1971.           |
| Муслимани                     | 21.374 (93,86%) | 19.162 (72,06%) | 16.440 (68,94%) | 14.409 (70,86%) |
| Срби                          | 237 (1,04%)     | 4.514 (16,97%)  | 4.046 (16,96%)  | 4.441 (21,84%)  |
| Хрвати                        | 284 (1,24%)     | 550 (2,06%)     | 728 (3,05%)     | 919 (4,51%)     |
| Југословени                   | 6 (0,02%)       | 1.928 (7,25%)   | 2.255 (9,45%)   | 363 (1,78%)     |
| остали и непознато            | 872 (3,83%)     | 436 (1,63%)     | 377 (1,58%)     | 202 (0,99%)     |
| укупно                        | 22.773          | 26.590          | 23.846          | 20.334          |